# Wucheng (Dezhou)
Der Kreis Wucheng (chinesisch 武城县, Pinyin Wǔchéng Xiàn) ist ein Kreis in der chinesischen Provinz Shandong. Er gehört zum Verwaltungsgebiet der bezirksfreien Stadt Dezhou. Wucheng hat eine Fläche von 751,1 km² und zählt 376.063 Einwohner (Stand: Zensus 2010). Sein Hauptort ist die Großgemeinde Wucheng (武城镇).

## Administrative Gliederung
Auf Gemeindeebene setzt sich der Kreis aus einem Straßenviertel, fünf Großgemeinden und drei Gemeinden zusammen. 